# Fontanella (Włochy)
Fontanella – miejscowość i gmina we Włoszech, w regionie Lombardia, w prowincji Bergamo.
Według danych na styczeń 2009 gminę zamieszkiwało 4240 osób przy gęstości zaludnienia 240,9 os./1 km².